# Trinity (North Carolina)
Trinity is een plaats (city) in de Amerikaanse staat North Carolina, en valt bestuurlijk gezien onder Randolph County.

## Demografie
Bij de volkstelling in 2000 werd het aantal inwoners vastgesteld op 6690.
In 2006 is het aantal inwoners door het United States Census Bureau geschat op 6988, een stijging van 298 (4.5%).

## Geografie
Volgens het United States Census Bureau beslaat de plaats een oppervlakte van
44,1 km², waarvan 43,8 km² land en 0,3 km² water.

## Plaatsen in de nabije omgeving
De onderstaande figuur toont nabijgelegen plaatsen in een straal van 20 km rond Trinity.